# Киблер, Стэйси
Стэ́йси Энн-Мари Ки́блер (англ. Stacy Ann-Marie Keibler, род. 14 октября 1979, Балтимор) — американская актриса, модель и в прошлом рестлер. Она особенно известна благодаря своей работе в World Championship Wrestling (WCW) и World Wrestling Federation/Entertainment (WWF/E).
Киблер начала свою карьеру в рестлинге в WCW в составе группы Nitro Girls. Она быстро перешла на более видную роль в компании в качестве менеджера Мисс Хэнкок. В роли мисс Хэнкок Киблер была известна своими танцами на столе, отношениями с Дэвидом Флэром и сюжетом с беременностью. После того, как WCW была куплена WWF (ныне — WWE) в 2001 году, Киблер перешла в новую компанию, используя свое настоящее имя и участвуя в сюжетной линии «Вторжения», а также была менеджером братьев Дадли. Киблер также была менеджером Теста и Скотта Штайнера. До своего ухода из WWE в 2006 году она была связана с Ураганом и Роузи и имела прозвище «Супер Стейси». Член Зала славы WWE с 2023 года.
Киблер принимала участие во втором сезоне шоу «Танцы со звёздами», где заняла третье место, в нескольких шоу American Broadcasting Company (ABC), таких как What About Brian, George Lopez и October Road, а также снялась в двух сериях ситкома CBS «Как я встретил вашу маму» и в сериале «Ясновидец». Киблер снималась для журналов Maxim и Stuff.
Киблер считается секс-символом и известна своими необычайно длинными ногами. Её называли «Ноги WCW» и «Ноги WWE». Во время участия Кейблер в шоу «Танцы со звёздами» судья Бруно Тониоли прозвал её «Оружием массового соблазнения».

## Биография
Стэйси Энн-Мари Киблер родилась в Балтиморе (штат Мэриленд) 14 октября 1979 года. С трёхлетнего возраста она начала заниматься балетом, джазовым танцем и чечёткой в студии танцев Джин Кеттелл (англ. Jean Kettell Studio of Dance) в Дандэлке.
По окончании католической старшей школы в Балтиморе для девочек она поступила в университет Тоусона, где изучала массовые коммуникации. Обучение Киблер в университете частично оплачивалось стипендией, а её средний балл был 3,7. В это время она получила несколько небольших ролей в фильмах Pecker и Liberty Heights, а также работала в модельном бизнесе. В возрасте 18 лет она стала чирлидером футбольной команды «Балтимор Рэйвенс».

## Карьера в рестлинге

### World Championship Wrestling (1999—2001)
Киблер начала смотреть рестлинг, когда встречалась со своим в то время парнем Крисом Камберлендом. В конце 1999 года она приняла участие в конкурсе World Championship Wrestling (WCW) по поиску девушек в танцевальную группу Nitro Girls. В конкурсе приняло участие более 300 девушек, но Стэйси удалось занять одно из трёх мест в группе и получить 10 000 долларов призовых. Её танец в финале конкурса смотрело более 4,4 млн зрителей. После победы Киблер стала танцевать под именем Скай каждую неделю во время главной передачи WCW Monday Nitro.
Вскоре она получила более заметную роль, став помощницей команды Ленни Лейна и Лоди «Standards and Practices» и начав выступать под именем Мисс Хэнкок. Несмотря на то, что она начала носить деловую одежду, её персонаж запомнился частыми исполнениями сексуальных танцев на комментаторском столе. В то же время при выходе на ринг она медленно просовывала свою длинную ногу над вторым канатом, ненадолго задерживаясь в таком положении, чтобы зрители могли увидеть её трусики. Такой выход впоследствии станет визитной карточкой Киблер. Стэйси была одной из немногих девушек в профессиональном рестлинге, способных перешагнуть средний канат, окружающий ринг.
Некоторое время она встречалась с Дэвидом Флэром, у которого до этого уже были отношения с Даффни. Это привело к дебютному поединку Киблер, который прошёл на шоу Bash at the Beach. Девушки провели матч в «свадебных платьях», который проиграла Стэйси, сняв с себя своё платье. После этого Хэнкок некоторое время враждовала с Кимберли Пейдж, однако эта сюжетная линия быстро закончилась, так как Пейдж покинула компанию. Киблер и Флэр начали вражду с группировкой рестлеров «Misfits In Action». Это привело к матчу на шоу New Blood Rising, во время которого её ударили в живот и на следующей неделе она заявила, что беременна. Однако эта сюжетная линия также быстро закончилась, Стэйси объявила, что её беременность была ложной и она рассталась с Флэром, после чего её убрали с телевизионных шоу. По возвращении она стала выступать под свои настоящим именем.

### World Wrestling Federation/Entertainment (2001—2006, 2011)

#### Вторжение и Герцогиня Дадливилля (2001—2002)

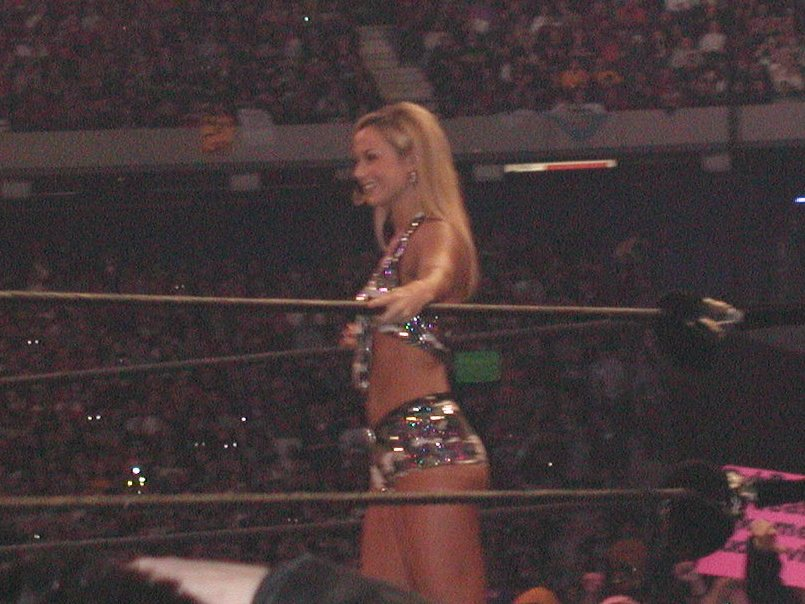
Киблер как менеджер команды «Братья Дадли»

В 2001 году World Wrestling Federation (WWF) купила WCW и контракт Киблер перешёл к новой компании, где она стала отыгрывать роль плохого персонажа в группировка Альянс. 14 июня 2001 года Стэйси дебютировала в SmackDown!, где помогла Шейну Макмэну одержать победу над Райно. Она также вместе с Торри Уилсон начала враждовать с Триш Стратус и Литой. Во время их противостоянии девушки приняли участие в первом в истории командном матче в Бюстгальтерах и трусиках, проходившем на pay-per-view шоу InVasion. В матче победу одержали Триш и Лита, которым удалось раздеть Стэйси и Торри до нижнего белья.
Ближе к концу «Вторжения» Киблер стала менеджером команды Дадли Бойз, получив прозвище Герцогиня Дадливилля. В это время у неё началась вражда с бывшей союзницей Торри Уилсон, покинувшей Альянс. На шоу No Mercy Киблер проиграла Уилсон в первом в истории матче в нижнем белье. Стэйси продолжала исполнять роль валета и в марте на шоу WrestleMania X8 сопровождала команду во время их выхода на ринг. Однако их взаимоотношения подошли к концу, когда на одном из шоу противники Дадли Бойз сломали девушкой стол, что привело к поражению Братьев. После ухода из группировки Киблер попыталась побороться за титул чемпиона WWE среди женщин, но на шоу Judgment Day уступила действующей чемпионке Триш Стратус. Позже она ещё несколько раз участвовала в поединках против Стратус, однако ей ни разу не удалось одержать победу.

#### Любовные сюжетные линии (2002—2003)
В результате драфта WWE 2002 года Киблер перешла в SmackDown!, где стала проявлять интерес в получении должности персонального ассистента главы правления компании Винса Макмэна. И хотя тот уже почти был готов нанять на эту должность другую симпатичную девушку, Киблер исполнила танец на столе перед Макмэном и он отдал предпочтение Стэйси. Кроме того Киблер стала также играть роль его любовницы и пару часто показывали в закулисных сегментах шоу. Однако примерно в то же время в SmackDown! дебютировала Дон Мари, которая также стала бороться за внимание главы WWE, и между девушками началась вражда.
Развязка этой сюжетной линии произошла в конце лета, когда Киблер перешла в Raw, где дебютировала 12 августа. Там она стала отыгрывать роль хорошего персонажа и исполняла роль менеджера Скотта Штайнера и Теста. Вскоре Тест стал ревновать Стэйси к Штайнеру, оскорбил своего бывшего менеджера и начал отыгрывать роль плохого персонажа. Это привело к поединку между Тестом и Штайнером, в котором победу одержал последний и между девушкой и Скоттом началась любовная линия. Однако уже в следующем поединке Тесту удалось одержать победу и на шоу Unforgiven был назначен бой с условием, что если в нём победу одержит Тест, то и Киблер и Штайнер станут работать на него. В поединке, из-за вмешательства Стэйси, Тесту удалось одержать победу, что привело к тому, что Штайнер также стал хилом. Позже рестлеры стали выступать как команда, а Киблер играла роль их сексуального раба. Конец этой сюжетной линии положил генеральный менеджер Мик Фоли, который освободил Киблер от её контракта со Штайнером и Тестом временно уволив их.

#### Вражда с дивами и отношения с Рэнди Ортоном (2004—2005)

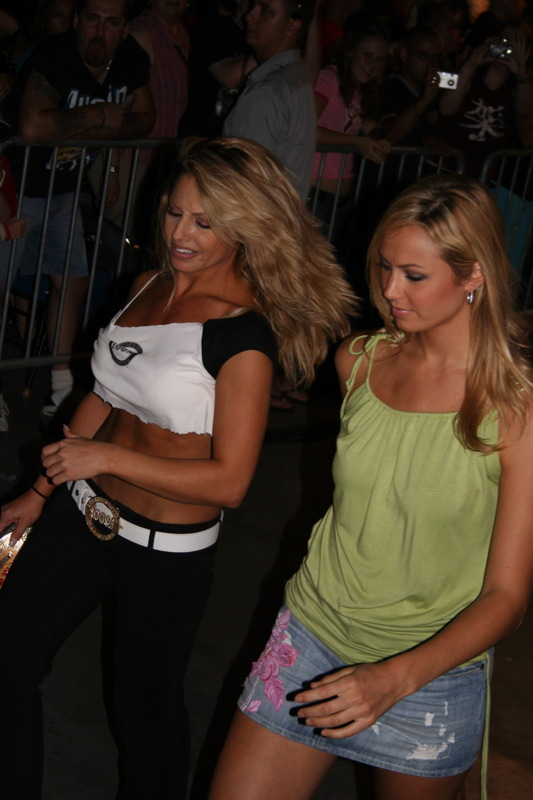
Стэйси Киблер и Триш Стратус

В 2004 году Киблер выбрали для участии в записи песни для альбома WWE Originals и она вместе с музыкальным продюсером WWE Джимом Джонстоном записала песню «Why Can’t We Just Dance?». Из-за этого у неё началась вражда вместе с Дивами SmackDown! Торри Уилсон и Сэйбл, которые недавно снялись для обложек журнала Playboy. Киблер вступила в альянс с Мисс Джеки, которая как и Стэйси не снималась для Playboy, и обе дивы заявили, что они больше, чем Сэйбл и Уилсон заслуживают съёмок для Playboy. На WrestleMania XX между девушками прошёл командный матч в вечерних платьях, положивший конец этой вражде, в котором Киблер и Джеки проиграли после того как Уилсон удалось удержать Джеки на лопатках.
В середине 2004 года она несколько недель участвовала в конкурсе бренда Raw по поиску див, в ходе которого вместе с Нидией и Викторией приняла участие в нескольких командных матчах против Гейл Ким, Триш Стратус и Молли Холли. 11 октября 2004 года Киблер получила шанс побороться за титул женского чемпиона, однако уступила действующей чемпионке Стратус. На шоу Taboo Tuesday она приняла участие в первом в истории королевском бое див Fulfill your Fantasy за титул женского чемпиона, в котором также участвовали Виктория, Нидия, Гейл Ким, Молли Холли, Джаз и действующая чемпионка Стратус. В бое Стэйси удалось продержаться почти до самого конца, однако, в итоге, её выбила из матча Холли.
В начале 2005 года Киблер стала появляться в закулисных сегментах с тогда исполняющим роль положительного героя Рэнди Ортоном. Однако их союз продлился недолго. Кинув вызов Гробовщику на матч на WrestleMania 21, Ортон покончил с отношениями со Стэйси, выполнив на ней приём RKO. Свой поступок он объяснил тем, что для того, чтобы победить Гробовщика, он должен был продемонстрировать насколько жестоким он может быть.

#### Супер Стэйси и увольнение (2005—2006)

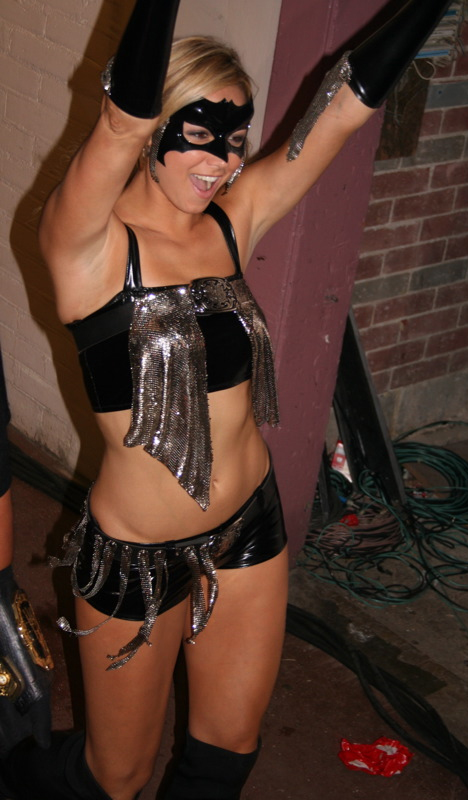
Киблер в образе Супер Стэйси

После расставания с Ортоном Киблер присоединилась к группировке Роузи и Урагана и начала выступать в костюме супергероя под именем Супер Стэйси. Девушка выходила на ринг вместе с товарищами по группировке и находилась в их углу, когда те защищали титулы командных чемпионов мира. В это время Киблер стала враждовать с Викторией, что вылилось в несколько стычек на Raw и матч на шоу Heat.
После долгого пребывания на бренде Raw Киблер вместе с Кристи Хемми была обменена в SmackDown! на Торри Уилсон и Кэндис Мишель. В SmackDown! Киблер стала участвовать в матчах в нижнем белье и в конкурсах бикини. Она стала враждовать с Джиллиан Холл, что привело к матчу между девушками на шоу Velocity. Этот матч стал последним для Киблер в WWE. После Velocity она попросила у руководства WWE освободить её от выступлений, чтобы она смогла принять участие в шоу Dancing with the Stars. После выступления на шоу Стэйси Киблер уволилась из WWE, чтобы заняться другими проектами вне рестлинга.

#### Tough Enough и Зал Славы WWE
В 2011 году Киблер появилась в реалити-шоу WWE Tough Enough. Так как раньше она была чирлидером клуба НФЛ, она помогала конкурсантам подготовить номер для выступления перед Universal Studios.
6 апреля 2011 года на церемонии введения в Зал Славы WWE, Киблер представляла Торри Уилсон. В 2021 году WWE Network включило девушку в список женщин, оказывающих влияние на WWE за пределами ринга. В 2023 году была введена в Зал Славы WWE. На церемонии Киблер представляли Мик Фоли и Торри Уилсон.

## Карьера актрисы и модели
С 2005 по 2006 год Киблер работала одним из редакторов журнала Stuff, где вела колонку «Getting Fit with Stacy Keibler», а также снималась для неё. Её фотографии дважды были опубликованы на обложке Stuff: в июне 2005 года и в марте 2006 года. Журнал Maxim поставил её на 5 место в списке самых «горячих» девушек 2006 года, а в последующие четыре года она занимала места в седьмом десятке списка. Кроме того, Playboy дважды предлагал девушке сняться обнажённой для журнала, однако она отклонила эти предложения.
Киблер снялась в рекламе компании AT&T вместе с Кэрротом Топом. Она также прошла пробы и ей предварительно дали роль в фильме «Дом большой мамочки 2», но она там так и не снялась.
Киблер приняла участие в втором сезоне шоу Dancing with the Stars, где её партнёром стал Тони Доволани. На пятой неделе за исполнение самбы она получила идеальный результат — 30 очков от трёх судей. А один из судей, Бруно Тониоли, назвал Стэйси «оружием массового обольщения». Всего за время шоу Киблер и её партнёр 4 раза получали наивысший бал. В результате, Киблер выбыла из борьбы в последнем раунде, заняв третье место. Двое судей, Бруно Тониоли и Лен Гудман, позже высказались, что Киблер была достойна как минимум второго места. Букмекеры также считали её фавориткой в борьбе за победу.
Киблер дважды принимала участие в передаче MTV Punk’d. В пятом сезоне она помогла разыграть звезду WWE Triple H. В седьмом же сезоне она сама стала объектом розыгрыша, который организовал её друг Джофф Стульц.
В феврале 2007 года Киблер сыграла эпизодическую роль в сериале ABC What About Brian. Она сыграла роль новой соседки и объекта сексуального влечения Брайана. Эта роль на тот момент стала самой значимой в её актёрской карьере, после того как она сыграла небольшие роли в сериалах «Парень из пузыря» и Pecker. Она также сыграла приглашённую роль в сериале ABC George Lopez. В конце 2007 года на появилась ещё в двух сериалах ABC «Мстители» и October Road.
В апреле 2008 года Стэйси заняла 64 место в списке 100 самых сексуальных женщин года по версии FHM. Она также снялась в рекламе журнала Sports Illustrated Swimsuit issue. Киблер сыграла роль Карен в мини-сериале канала ABC Samurai Girl. 23 ноября 2008 года она была названа самой сексуальной спортсменкой года по версии InGameNow.
16 сентября 2009 года она стала ведущей передачи E! Special Maxim’s Celebrity Beach Watch: 15 Hottest Bodies, а 1 октября финала The Ultimate Spike Girl 2009 на канале Spike TV. 11 января 2010 года снялась в роли «сексуальной барменши» в 100 серии сериала «Как я встретил вашу маму». 3 февраля 2010 года она приняла участие в телесериале канала USA Network «Ясновидец». С 2011 по 2012 год Киблер работала ведущей передачи Call of Duty Elite’s Friday Night Fights.
В июле 2013 года Киблер стала ведущей шоу канала Lifetime Supermarket Superstar, в котором повара борются за то, чтобы их продукты начали продавать в супермаркетах.

## Личная жизнь
В 2000 году, после победы в конкурсе WCW и став членом Nitro Girls, она потратила призовые 10 000 долларов на покупку сезонного абонемента на игры своей любимой команды «Балтимор Рэйвенс».
В 2004 году Киблер переехала в Лос-Анджелес, где снимала квартиру вместе с Торри Уилсон.
В июне 2005 года она начала встречаться с актёром Джоффом Стульцем. Вместе они снялись в одном из эпизодов MTV Punk’d. Киблер и Стульц были совладельцами баскетбольной команды «Голливуд Фейм», которая в 2006 году присоединилась к Американской баскетбольной ассоциации. В середине 2010 года пара рассталась.
С июля 2011 года встречалась с Джорджем Клуни, но в 2013 году пара рассталась.
Осенью 2013 года Киблер начала встречаться с главой правления Future Ads Джаредом Побре, с которым до этого дружила несколько лет. 8 марта 2014 года они сыграли свадьбу в Мексике. У супругов есть трое детей: дочь Эйва Грейс Побре (род. 20 августа 2014), сын Боди Брукс Побре (род. 18 июня 2018) и ещё одна дочь — Изабелла Фейт Побре (род. в мае 2020).

## В рестлинге
- Завершающий приёмы
  - Roundhouse kick[англ.][81] — 2002—2003
  - Keibler Kick (Spinning heel kick[англ.])[19][62][82] — 2003—2006
- Коронные приёмы
  - Corner foot choke[англ.][19][83][82][84]
  - Hair-pull[англ.] snapmare[англ.][19][83][82]
  - Handspring[англ.] back elbow[англ.][82]
  - Mounted punches[англ.][84]
- Прозвища
  - «Ноги WCW/WWE» (англ. The Legs of WCW/WWE)[2]
  - «Герцогиня Дадливилля» (англ. The Duchess of Dudleyville)[13]
  - «Супер Стэйси» (англ. Super Stacy)
- Музыкальные темы
  - «Universal Love» (WCW)
  - «The Way It Is» от Джима Джонстона (WWF/E)
  - «Legs» от Кид Рока[11][50][16] (WWF/E)

### Награды и достижения
- World Wrestling Entertainment/WWE
  - Малышка года (2004)[85]
  - Зал славы WWE (2023)[1]

## Фильмография

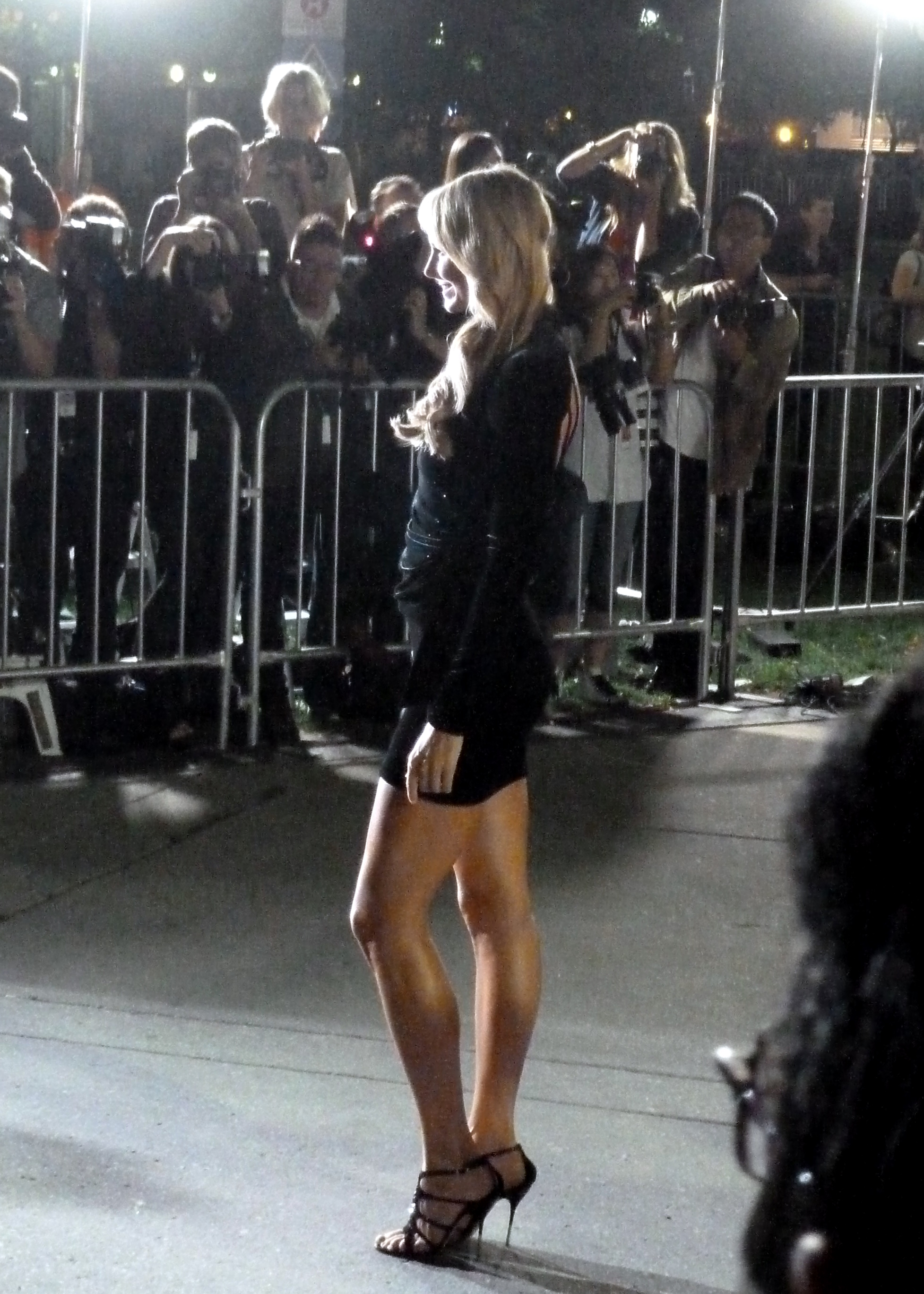
Киблер на Кинофестивале в Торонто в 2011 году

| Год       |    | Русское название         | Оригинальное название  | Роль                           |
| --------- | -- | ------------------------ | ---------------------- | ------------------------------ |
| 1998      | ф  | Фотограф                 | Pecker                 | Блондинка в автобусе           |
| 1999      | ф  | Высоты свободы           | Liberty Heights        | Экстра                         |
| 2001      | ф  | Парень из пузыря         | Bubble Boy             | девушка                        |
| 2006      | тф | Танцы со звёздами        | Dancing With the Stars | играет саму себя               |
| 2007      | с  | Джордж Лопес             | George Lopez           | Линдси Кафферти                |
| 2007      | с  | Что насчет Брайана       | What About Brian       | Стефани                        |
| 2007      | ф  | Мстители                 | The Comebacks          | Всеамериканская Мама           |
| 2008      | с  | Дорога в осень           | October Road           | Рори Данлоп                    |
| 2008      | с  | Девушка-самурай          | Samurai Girl           | Карен                          |
| 2009      | с  | Материнство              | In the Motherhood      | Кели Ли                        |
| 2009      | с  |                          | Mayne Street           | девушка                        |
| 2010—2014 | с  | Как я встретил вашу маму | How I Met Your Mother  | Карина                         |
| 2011      | с  | Ясновидец                | Psych                  | Джессика                       |
| 2011      | с  | Чак                      | Chuck                  | Грета/Капитан Виктория Данвуди |
| 2011      | с  | Реальные парни           | Blue Mountain State    | будущая жена Теда Кастла       |
| 2011      | ф  |                          | Dysfunctional Friends  | Шторм                          |
| 2011      | тф |                          | Fixing Pete            | Мэнди                          |
| 2011      | с  |                          | WWE Tough Enough       | играет саму себя               |
| 2012      | с  | Мужчины в деле           | Men at Work            | Кери                           |
| 2012      | с  | Спецназ: Сан-Диего       | NTSF:SD:SUV            | Хорс                           |
| 2013      | с  | The View                 | The View               | приглашённая соведущая         |
| 2013      | с  |                          | Fashion Police         | приглашённая звезда            |
| 2013      | с  |                          | Hollywood Game Night   | камео                          |
| 2013      | с  |                          | Supermarket Superstar  | Кери                           |
| 2013      | с  |                          | Hollywood Game Night   | играет саму себя               |
| 2013      | с  | Проект Подиум            | Project Runway         | играет саму себя/судья         |